# Neoliberalizmus
A neoliberalizmus egy fogalom, amely alatt a hogy a 20. század végén újra elterjedt szabadpiaci kaptizalizmusra asszociáltak. Eredetileg a 19. század végén jelent meg és a második világháború után jelentéktelenedett el először.
Jelentős tényezője a konzervatív és jobboldali liberális szervezetek, politikai pártok és agytrösztök felemelkedésének. A neoliberalizmushoz gyakran társítják a gazdasági liberalizációt, privatizálást, deregulációt, szabadkereskedelmet, monetarizmust, megszorító intézkedéseket, kormányzati kiadások csökkentését, a magánszektor szerepének növelését a gazdaságban és a társadalomban.

## Fogalma
A manapság terjedő közhiedelemmel ellentétben nem politikai, hanem közgazdasági fogalom, a gazdasági liberalizmus egyes doktrínáinak a címkéje. Követői – például Augusto Pinochet, Margaret Thatcher, Ronald Reagan, Tony Blair – nem liberálisak ideológiai értelemben. Az Amerikai Egyesült Államokban a neoliberalizmust gyakran neokonzervativizmusnak nevezik. Több konzervatív állítja, hogy ők közelebb vannak a klasszikus liberalizmushoz, mint a libertariánusok.
A neoliberalizmus kifejezés az 1970-es években keletkezett többek között Joseph Stiglitz és Milton Friedman nézetei kapcsán. A neoliberálisok megengednek bizonyos állami beavatkozást, például a központi bank által mesterségesen magasan tartott devizaárfolyamot, amit a libertariánusok elutasítanak.
Az államra azért is szükségük van, mert – a piaci kudarcok régi problémája mellett – a neoliberalizmust „a hasznok privatizálása és a költségek társadalmasítása” jellemzi. Ez azt jelenti, hogy a gazdaságban keletkező profit a tőketulajdonosokhoz kerül, az ezzel párhuzamosan fellépő károk vagy negatív kockázatok az államot és az adófizetőket terhelik.
Sok esetben a modern magánszektor olyan nagy mértékű gazdasági vagy környezeti kockázatokat teremt, amelyek magánbiztosítói alapon nem fedhetők le. A hatalmasra nőtt, de saját hibáik vagy a külső okok miatt bajba kerülő cégekre, iparágakra (például a pénzügyi szektor vállalatai, bankok) előszeretettel alkalmazzák a racionálisnak tűnő „too big to fail” elvet: túl nagy ahhoz, hogy elbukjon, vagyis a már kialakult kölcsönös függőségi viszonyok miatt nagyobb gazdasági és társadalmi károkat okozna egy-egy veszteséges cég vagy iparág csődje, mint amennyibe a megmentése kerül. A jól menő cégek, iparágak képviselői viszont a minél kisebb állami beavatkozás mellett, azaz piacszabályozás és jövedelem-újraelosztás ellen lobbiznak, mert állításuk szerint a szabad piac a leghatékonyabb társadalmi szervezőerő, amely az általános jólétét biztosíthatja, és minden állami beavatkozás ront a hatékonyságon. A kettős mérce társadalmilag felelőtlen vállalatirányításhoz vezet.
Sokszor a „neoliberális” címkét alkalmazzák minden a szociális biztonságot csökkentő, a felső osztályt előnyben részesítő politikai lépésre.